# Liste du patrimoine mondial en Guinée
Cet article recense les sites inscrits au patrimoine mondial en Guinée.

## Statistiques
La Guinée ratifie la Convention pour la protection du patrimoine mondial, culturel et naturel le 18 mars 1979. Le premier site protégé est inscrit en 1981.
En 2025, la Guinée compte un site culturel inscrit au patrimoine mondial.
À la même date, le pays a également soumis huit sites sur sa liste indicative : six culturels, un mixte et un naturel.

## Listes

### Patrimoine mondial
Le site guinéen suivant est inscrit au patrimoine mondial en 2025.
| Id. | Bien                                      | Région    | Année | Superficie (ha) | Critères et notes | Coordonnées                | Illus. |
| --- | ----------------------------------------- | --------- | ----- | --------------- | --- | -------------------------- | ------ |
| 155 | Réserve naturelle intégrale du Mont Nimba | Nzérékoré | 1981  | 17 540          | Naturel, (ix), (x) Initialement limité à la seule Guinée, le bien est étendu à la Côte d'Ivoire en 1982, devenant ainsi transfrontalier. En péril depuis 1992 à la suite de l'exploitation d'une mine de fer et de l'arrivée d'un grand nombre de réfugiés. Le Liberia inscrit une extension possible du bien sur sa liste indicative en 2017. | 7° 36′ 11″ N, 8° 23′ 28″ O |        |

### Liste indicative
Les biens suivants sont inscrits sur la liste indicative du pays à la mi-2025.
| Id.  | Bien                                                                       | Région         | Année | Critères et notes          | Coordonnées                  | Illus. |
| ---- | -------------------------------------------------------------------------- | -------------- | ----- | -------------------------- | ---------------------------- | ------ |
| 1521 | Architecture vernaculaire et paysage culturel mandingue du Gbérédou/Hamana | Kankan         | 2001  | Culturel, (ii), (v), (vi)  | 10° 52′ 59″ N, 9° 13′ 01″ O  |        |
| 6820 | La case de couronnement des Almamy du Fouta-Djalon                         | Mamou          | 2025  | Culturel, (iii), (v), (vi) | 10° 52′ 05″ N, 12° 06′ 50″ O |        |
| 6813 | Massif du Fouta-Djalon                                                     | Moyenne-Guinée | 2025  | Mixte, (vi), (vii), (x)    | 11° 19′ 01″ N, 12° 17′ 24″ O |        |
| 6818 | Niani, cité médiévale, ancienne capitale de l'empire du Mali               | Kankan         | 2025  | Culturel, (iii), (v), (vi) | 11° 22′ 48″ N, 8° 23′ 02″ O  |        |
| 6819 | Parc national du Badiar                                                    | Boké           | 2025  | Naturel, (x)               | 12° 37′ 01″ N, 13° 19′ 01″ O |        |
| 6814 | Paysage culturel Bassari                                                   | Boké           | 2025  | Culturel, (iii), (v), (vi) | 12° 22′ 30″ N, 12° 55′ 19″ O |        |
| 1522 | Paysage culturel des monts Nimba                                           | Nzérékoré      | 2001  | Culturel, (ii), (vi)       | 7° 37′ 08″ N, 8° 24′ 58″ O   |        |
| 1523 | Route de l'esclave en Afrique, segment de Timbo au Rio Pongo               | Boké           | 2001  | Culturel, (iv), (vi)       | 10° 16′ 59″ N, 13° 58′ 59″ O |        |